# Bisencya catalai
Bisencya catalai är en skalbaggsart som beskrevs av Dewailly 1950. Bisencya catalai ingår i släktet Bisencya och familjen Melolonthidae. Inga underarter finns listade.